# Yaginumaella gogonaica
Yaginumaella gogonaica là một loài nhện trong họ Salticidae. Loài này được phát hiện ở Bhutan.